# Donkey Kong Land III
Donkey Kong Land III es el tercer y último videojuego de la trilogía Donkey Kong Land para Game Boy. Fue desarrollado por Rare y distribuido por Nintendo.

## Descripción
Al igual que los otros juegos de la serie, DKLIII sirvió como continuación al juego de SNES Donkey Kong Country 3: Dixie Kong's Double Trouble!. En este caso, DK Land III es en parte un remake y una continuación de Donkey Kong Country 3.

## Historia
Un concurso ha empezado con grandes premios para el primero que descubra el Mundo Perdido. Donkey y Diddy Kong han ido a buscarlo, dejando atrás a Dixie Kong muy descontenta. Decidiendo probar que ella es tan capaz de encontrarlo como ellos, Dixie, una vez más, se asocia con su pequeño primo Kiddy Kong. Desafortunadamente, K. Rool y la Kremling Krew también están buscando de arriba abajo la legendaria tierra. Se considera que el establecimiento se encuentra en la parte septentrional del Kremisferio Norte, puesto que los arquetipos de los niveles son los mismos que en DKC3 (que tenía lugar en el Kremisferio Norte). Si bien los niveles tienen el mismo paisaje y los jefes de DKC3 retornan, los mundos y el diseño de los escenarios son todos únicos.
Wrinkly Kong es el único miembro no jugable de la familia Kong que aparece en el juego. Un personaje llamado simplemente Bear (Oso) o "Brothers Bear" le da pistas al jugador y puede teletransportarlos a otro mundo (así como organizar un minijuego de cartas), pero a juzgar por su aspecto, es más probable que sea Bazaar Bear de DKC3. Los animales amigos Ellie la elefante, Enguarde el pez espada, Squawks el loro y Squitter la araña retornan todos. 
Donkey Kong Land III es también el primer juego de Donkey Kong de Rare en el que no aparecen Donkey Kong ni Diddy Kong.

## Actualización para Game Boy Color
Cuando Nintendo lanzó la Game Boy Color muchos juegos fueron lanzados de nuevo actualizados para tomar ventaja del nuevo hardware. En Japón, Donkey Kong Land III fue actualizado para poder jugarlo a todo color. Esta nueva versión es exclusiva para sistemas compatibles con Game Boy Color y no funcionará en sistemas de Game Boy más viejos. No tenía un cartucho amarillo, en su lugar tenía un cartucho transparente de GBC para simbolizar que era incompatible con sistemas más viejos. Fue lanzado el 28 de enero del año 2000 bajo el nombre Donkey Kong GB: Dinky Kong & Dixie Kong sólo en Japón y no salió en inglés. Como el juego no funcionaba en sistemas más viejos, podía tomar ventaja no sólo de la capacidad del color sino también de la CPU de alta velocidad o de memoria RAM adicional.
Las versiones americanas y europeas solo permiten colores de una forma muy limitada a través del uso de Super Game Boy.